# چاتی پایین
چاتی پایین، روستایی از توابع بخش بنت شهرستان نیک‌شهر در استان سیستان و بلوچستان ایران است.

## جمعیت
این روستا در دهستان توتان و مهمدان قرار دارد و براساس سرشماری مرکز آمار ایران در سال ۱۳۸۵، جمعیت آن ۳۶ نفر (۹خانوار) بوده‌است.